# Un fiume amaro/Il sogno è fumo
Un fiume amaro/Il sogno è fumo, pubblicato nel 1970, è un 45 giri della cantante italiana Iva Zanicchi.

## Tracce
Lato A
- Un fiume amaro - (C. Dimitri - S. Tuminelli - Mikīs Theodōrakīs)

Lato B
- Il sogno è fumo - (S. Tuminelli - Mikis Theodorakis)